# Монеты евро Италии
Итальянские монеты евро — современные денежные знаки Италии. Национальная сторона каждой монеты обладает уникальным дизайном. Выбор между вариантами дизайна монет был оставлен на усмотрение итальянской общественности посредством телевидения, где были представлены альтернативные проекты. Люди голосовали за варианты, набирая определённые телефоны. Единственная монета, не участвовавшая в этих выборах, была 1 евро, так как Карло Адзельо Чампи, в то время являвшийся министром экономики, уже решил, что там будет размещён «Витрувианский человек» Леонардо да Винчи.

## Дизайн национальной стороны
| 0,01 €                                      | 0,02 €                                                          | 0,05 €                      |
| ------------------------------------------- | --------------------------------------------------------------- | --------------------------- |
|                                             |                                                                 |                             |
| Кастель-дель-Монте, замок XII века в Апулии | Башня Моле-Антонеллиана — символ Турина                         | Колизей                     |
| 0,10 €                                      | 0,20 €                                                          | 0,50 €                      |
|                                             |                                                                 |                             |
| Рождение Венеры Сандро Боттичелли           | «Уникальные формы непрерывности в пространстве» Умберто Боччони | Конная статуя Марка Аврелия |
| 1,00 €                                      | 2,00 €                                                          | По краю двухевровой монеты  |
|                                             |                                                                 |                             |
| Витрувианский человек                       | Портрет Данте Алигьери Рафаэля                                  |                             |

## Тираж
| Номинал | €0,01         | €0,02         | €0,05         | €0,10         | €0,20         | €0,50         | €1,00       | €2,00       |
| ------- | ------------- | ------------- | ------------- | ------------- | ------------- | ------------- | ----------- | ----------- |
| 2002    | 1 348 749 500 | 1 099 016 250 | 1 341 592 204 | 1 142 233 000 | 1 411 686 000 | 1 136 568 000 | 965 875 300 | 463 552 200 |
| 2003    | 9 479 000     | 21 667 000    | 1 956 000     | 29 826 000    | 26 005 000    | 44 675 000    | 66 342 000  | 36 210 000  |
| 2004    | 100 000 000   | 120 000 000   | 10 000 000    | 5 000 000     | 5 000 000     | 5 000 000     | 5 000 000   | 7 000 000   |
| 2005    | 180 000 000   | 120 000 000   | 70 000 000    | 100 000 000   | 5 000 000     | 5 000 000     | 5 000 000   | 62 000 000  |
| 2006    | 159 000 000   | 196 000 000   | 119 000 000   | 180 000 000   | 5 000 000     | 5 000 000     | 108 000 000 | 10 000 000  |
| 2007    | 215 000 000   | 140 000 000   | 85 000 000    | 105 000 000   | 5 000 000     | 5 000 000     | 135 000 000 | 5 000 000   |
| 2008    | 180 000 000   | 135 000 000   | 90 000 000    | 105 000 000   | 5 000 000     | 5 000 000     | 135 000 000 | 2 500 000   |
| 2009    | 175 000 000   | 185 000 000   | 85 000 000    | 106 000 000   | 60 000 000    | 2 500 000     | 145 000 000 | 2 000 000   |
| 2010    | 125 491 100   | 120 286 400   | 67 661 100    | 91 371 400    | 57 830 000    | 9 252 800     | 96 576 100  | 5 831 100   |
| 2011    | 134 000 000   | 109 000 000   | 37 000 000    | 76 000 000    | 67 000 000    | 5 000 000     | 88 000 000  | 14 000 000  |
| 2012    | 218 000 000   | 80 000 000    | 76 000 000    | 100 000 000   | 5 000 000     | 5 000 000     | 5 000 000   | 27 000 000  |
| 2013    | 250 000 000   | 150 000 000   | 80 000 000    | 15 000 000    | 15 000 000    | 5 000 000     | 5 000 000   | 10 000 000  |
| 2014    | 150 000 000   | 115 000 000   | 40 000 000    | 10 000 000    | 10 000 000    | 5 000 000     | 5 000 000   | 3 000 000   |
| 2015    | 220 000 000   | 120 000 000   | 30 000 000    | 10 000 000    | 5 000 000     | 5 000 000     | 5 000 000   | 2 000 000   |
| 2016    | 160 000 000   | 140 000 000   | 70 000 000    | 14 000 000    | 5 000 000     | 5 000 000     | 3 000 000   | 2 000 000   |
| 2017    | 260 000 000   | 150 000 000   | 80 000 000    | 40 000 000    | 5 000 000     | 3 000 000     | 3 000 000   | 2 000 000   |

## Памятные монеты
| 2004 | | 50 лет Всемирной продовольственной программы                      |
| 2004 | Аверс: земной шар с надписью «WORLD FOOD PROGRAMME», а также колосья пшеницы, риса и початок кукурузы Дата выпуска: декабрь 2004 Тираж: 16 000 000 |                                                                   |
| 2005 | | Первая годовщина подписания Европейской Конституции               |
| 2005 | Аверс: богиня Европа, сидящая на быке и держащая в руках текст европейской Конституции Дата выпуска: октябрь 2005 Тираж: 18 000 000 |                                                                   |
| 2006 | | Зимние Олимпийские игры 2006 в Турине                             |
| 2006 | Аверс: лыжник и башня Моле Антонеллиана в Турине Дата выпуска: январь 2006 Тираж: 40 000 000 |                                                                   |
| 2007 | | Монета серии «Римский договор»                                    |
| 2007 | Аверс: открытая книга с подписями сторон на фоне римского Капитолия Дата выпуска: март 2007 Тираж: 5 000 000 |                                                                   |
| 2008 | | 60 лет Всеобщей декларации прав человека                          |
| 2008 | Аверс: символическое изображение мужчины и женщины с оливковой ветвью, початком кукурузы, зубчатым колесом и колючей проволокой, которые символизируют право на мир, пищу, работу и свободу Дата выпуска: апрель 2008 Тираж: 5 000 000                                              |                                                                   |
| 2009 | | 200 лет со дня рождения Луи Брайля                                |
| 2009 | Аверс: изображение руки, "читающей" открытую книгу с помощью шрифта Брайля Дата выпуска: октябрь 2009 Тираж: 2 000 000 |                                                                   |
| 2009 | | Монета серии «10 лет Экономическому и валютному союзу»            |
| 2009 | Аверс: стилизованная человеческая фигура и символ евро Дата выпуска: январь 2009 Тираж: 2 500 000 |                                                                   |
| 2010 | | 200 лет со дня рождения Камилло Кавура                            |
| 2010 | Аверс: портрет первого премьер–министра Италии Камилло Кавура Дата выпуска: март 2010 Тираж: 4 000 000 |                                                                   |
| 2011 | | 150-летие Рисорджименто                                           |
| 2011 | Аверс: три итальянских флага Дата выпуска: март 2011 Тираж: 10 000 000 |                                                                   |
| 2012 | | 100 лет со дня смерти Джованни Пасколи                            |
| 2012 | Аверс: портрет итальянского поэта Джованни Пасколи Дата выпуска: апрель 2012 Тираж: 15 000 000 |                                                                   |
| 2012 | | Монета серии «10 лет наличному обращению евро»                    |
| 2012 | Аверс: земной шар со знаком евро Дата выпуска: январь 2012 Тираж: 15 000 000 |                                                                   |
| 2013 | | 200 лет со дня рождения Джузеппе Верди                            |
| 2013 | Аверс: портрет итальянского композитора Джузеппе Верди Дата выпуска: март 2013 Тираж: 10 000 000 |                                                                   |
| 2013 | | 700 лет со дня рождения Джованни Боккаччо                         |
| 2013 | Аверс: портрет итальянского писателя и поэта Джованни Боккаччо Дата выпуска: июль 2013 Тираж: 10 000 000 |                                                                   |
| 2014 | | 200 лет итальянским карабинерам                                   |
| 2014 | Аверс: скульптура "Патруль карабинеров в метель" Антонио Берти Дата выпуска: июнь 2014 Тираж: 6 500 000 |                                                                   |
| 2014 | | 450 лет со дня рождения Галилео Галилея                           |
| 2014 | Аверс: портрет Галилео Галилея и его телескоп Дата выпуска: июнь 2014 Тираж: 6 500 000 |                                                                   |
| 2015 | | Expo 2015 в Милане                                                |
| 2015 | Аверс: логотип выставки, а также композиция, символизирующая плодородие земли — прорастающее в земле семя, гроздь винограда, оливковая ветвь и колос пшеницы Дата выпуска: март 2015 Тираж: 3 500 000                                                                               |                                                                   |
| 2015 | | 750 лет со дня рождения Данте Алигьери                            |
| 2015 | Аверс: фрагмент фрески итальянского живописца Доменико ди Микелино, изображающий «Божественную комедию» Данте Алигьери Дата выпуска: июль 2015 Тираж: 3 500 000 |                                                                   |
| 2015 | | Монета серии «30 лет флагу Европы»                                |
| 2015 | Аверс: стилизованные фигуры людей, размещенные вокруг флага Европы Дата выпуска: ноябрь 2015 Тираж: 1 000 000 |                                                                   |
| 2016 | | 550 лет со дня смерти Донателло                                   |
| 2016 | Аверс: изображение головы бронзовой статуи «Давида» Дата выпуска: март 2016 Тираж: 1 500 000 |                                                                   |
| 2016 | | 2200 лет со дня смерти Тита Макция Плавта                         |
| 2016 | Аверс: театральные маски молодой женщины и рабыни с мозаики II века н.э., а также стилизованный план римского театра над ними Дата выпуска: март 2016 Тираж: 1 500 000 |                                                                   |
| 2017 | | 400-летие завершения строительства собора Святого Марка в Венеции |
| 2017 | Аверс: собор Святого Марка в Венеции Дата выпуска: январь 2017 Тираж: 1 500 000 |                                                                   |
| 2017 | | 2000 лет со дня смерти Тита Ливия                                 |
| 2017 | Аверс: портрет древнеримского историка Тита Ливия Дата выпуска: апрель 2017 Тираж: 1 500 000 |                                                                   |
| 2018 | | 70 лет Конституции Италии                                         |
| 2018 | Аверс: момент подписания Конституции Италии временным главой государства Энрико Де Николой, справа от которого находится глава правительства Альчиде Де Гаспери, а слева — председатель Учредительного собрания Италии Умберто Террачини Дата выпуска: январь 2018 Тираж: 4 000 000 |                                                                   |
| 2018 | | 60-летие образования Министерства здравоохранения Италии          |
| 2018 | Аверс: изображение молодой девушки, которая символизирует здоровье, а также другие символы медицины и области деятельности министерства — посох Асклепия, спираль ДНК, колос пшеницы и рыба Дата выпуска: март 2018 Тираж: 3 000 000                                                |                                                                   |
| 2019 | | 500 лет со дня смерти Леонардо да Винчи                           |
| 2019 | Аверс: фрагмент картины Леонардо да Винчи «Дама с горностаем» Дата выпуска: январь 2019 Тираж: 3 000 000 |                                                                   |